# Permeametro
Il permeametro è uno strumento utilizzato in geotecnica per misurare il coefficiente di permeabilità di un terreno; il principio di funzionamento varia a seconda che si abbia un terreno a grana grossa (permeametro a carico costante) o a grana fine (permeametro a carico variabile).

## Permeametro a carico costante
Un campione di terreno a grana grossa (K>10-6 m/s) è posto in un contenitore a sezione costante e ricoperto da uno strato d'acqua di spessore invariabile, mentre inferiormente è messo a contatto con un recipiente contenente acqua fino ad un certo livello, in cui è posta una luce.
L'acqua che filtra nel terreno cade nel recipiente e provoca una fuoriuscita della stessa dalla luce; il volume {\displaystyle V} raccolto in un intervallo di tempo {\displaystyle \Delta t} è pari a:
{\displaystyle V=Q\Delta t=vA\Delta t}
da cui:
{\displaystyle v={V \over A\Delta t}}

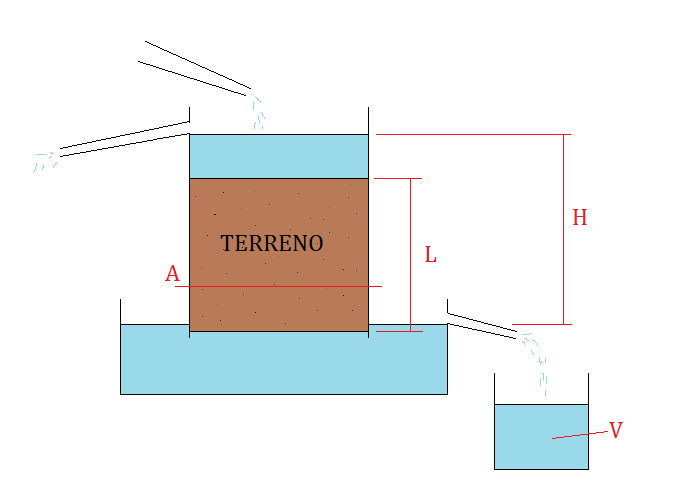
Schema di funzionamento di un permeametro a carico costante.

essendo A l'area della sezione trasversale del campione.
Dalla legge di Darcy: 
{\displaystyle v=Ki=K{h \over L}}
- {\displaystyle K}: coefficiente di permeabilità del terreno:
- {\displaystyle i}: gradiente idraulico;
- {\displaystyle h}: variazione di carico totale (pari alla distanza tra i 2 peli liberi).

che combinata con la relazione precedente fornisce il coefficiente di permeabilità del terreno:
{\displaystyle K=v{L \over h}={VL \over Ah\Delta t}}

## Permeametro a carico variabile
Questo tipo di prova è utilizzato per terreni con K<10-6; il campione nel contenitore è collegato inferiormente ad un piccolo tubo ad U (di sezione a) contenente acqua fino ad un certo livello h0, mentre superiormente è ricoperto da uno strato d'acqua fino ad un certo livello h1<h0, in corrispondenza del quale è posta una luce (per mantenere il livello costante).
Durante la prova si valuta il tempo impiegato dall'acqua nel tubo a raggiungere il livello h1.
La velocità di abbassamento del livello nel tubo è :
{\displaystyle v=-{dh \over dt}}
onde la portata in ingresso nel campione è
{\displaystyle Qin=-a{dh \over dt}}
La differenza tra h0 e h1 rappresenta anche la differenza di carico totale tra la base e la sommità del campione, perciò dalla legge di Darcy: 
{\displaystyle Qout=KiA={KhA \over L}}
La condizione di continuità impone:
{\displaystyle Qin=Qout}
ovvero:
{\displaystyle -a{dh \over dt}={KhA \over L}}

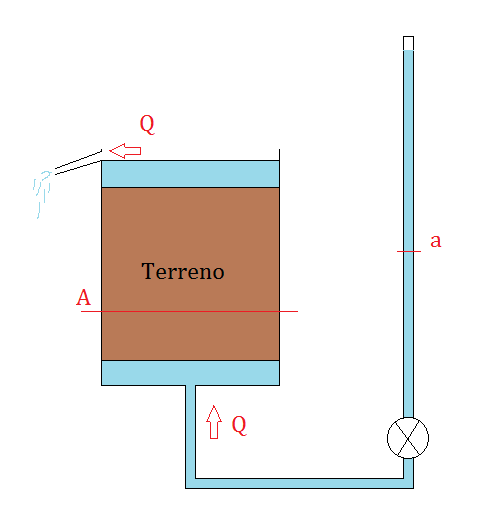
Permeametro a carico variabile.

L'equazione differenziale ottenuta può essere risolta per separazione delle variabili tra i limiti (h0, h1) e (0, t1):
{\displaystyle -a\int _{h0}^{h1}{dh \over h}\,={KA \over L}\int _{0}^{t1}\,dt}
da cui:
{\displaystyle K={aL \over At_{1}}ln\left({\frac {h_{0}}{h_{1}}}\right)}.

## Fattori che influenzano la prova di permeabilità
La prova di permeabilità dovrebbe essere effettuata ad una temperatura standard di 20 °C, variando, con la temperatura, la viscosità ed il peso specifico dell'acqua. Inoltre, la difficoltà di utilizzare provini indisturbati e realmente rappresentativi delle condizioni del terreno in situ, porta ad ottenere risultati spesso differenti da quelli reali.